# جورج روبنسون بلاك
جورج روبنسون بلاك (بالإنجليزية: George Robison Black)‏ هو محامي وسياسي أمريكي، ولد في 24 مارس 1835، وتوفي في 3 نوفمبر 1886 في الولايات المتحدة. حزبياً، نشط في الحزب الديمقراطي. وقد انتخب عضو مجلس النواب الأمريكي.